# 普氏拟犁头鳐
普氏擬犁頭鰩（學名：Pseudobatos prahli），又稱普氏琵琶鱝，為軟骨魚綱犁頭鰩目犁頭鰩科擬犁頭鰩屬的其中一種，被IUCN列為易危保育類動物，分布於東太平洋墨西哥和哥斯大黎加西北部到秘魯北部海域，深度可達70公尺，本魚體延長而平扁，吻長，尖端鈍圓，頸部與第一背鰭之間有一排約77個刺，肩膀有3或4個刺，吻部有少數小結節，眼眶前緣有小刺，身體背部呈棕色，佈滿約80個白點，下腹部白色，除吻部外，吻部帶有黑色菱形斑塊，向後橫向延伸，體長可達90公分，棲息於沿海沙底質或沿石底質海域，為底棲性魚類，肉食性，卵胎生，生活習性不明。